# Topola Królewska (gromada)
Topola Królewska – dawna gromada, czyli najmniejsza jednostka podziału terytorialnego Polskiej Rzeczypospolitej Ludowej w latach 1954–1972.
Gromady, z gromadzkimi radami narodowymi (GRN) jako organami władzy najniższego stopnia na wsi, funkcjonowały od reformy reorganizującej administrację wiejską przeprowadzonej jesienią 1954 do momentu ich zniesienia z dniem 1 stycznia 1973, tym samym wypierając organizację gminną w latach 1954–1972.
Gromadę Topola Królewska siedzibą GRN w Topoli Królewskiej utworzono – jako jedną z 8759 gromad na obszarze Polski – w powiecie łęczyckim w woj. łódzkim, na mocy uchwały nr 32/54 WRN w Łodzi z dnia 4 października 1954. W skład jednostki weszły obszary dotychczasowych gromad Chrząstówek, Kozuby Średnie, Topola Królewska i Topola Szlachecka oraz wieś Dobrogosty i kolonia Dobrogosty z dotychczasowej gromady Dobrogosty ze zniesionej gminy Topola w tymże powiecie. Dla gromady ustalono 17 członków gromadzkiej rady narodowej.
31 grudnia 1961 do gromady Topola Królewska przyłączono obszar zniesionej gromady Gawrony.
Gromada przetrwała do końca 1972 roku, czyli do kolejnej reformy gminnej.